# SYBR Green

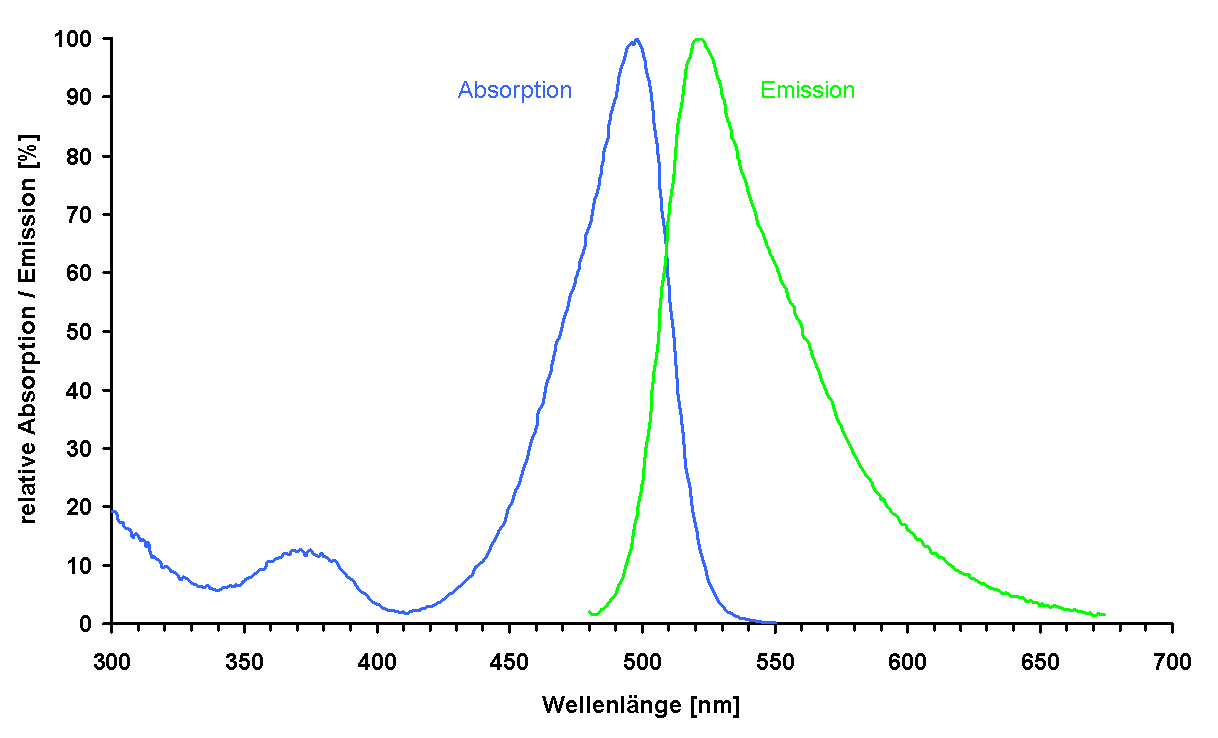
Espectros de absorción (azul) y emisión (verde) del SYBR Green.

El SYBR Green es un compuesto orgánico de fórmula química C32H37N4S, que forma parte del grupo de las cianinas asimétricas (fluoróforos 4S) y que se utiliza en biología molecular. El SYBR Green no es un agente intercalante, ya que no se inserta en el espacio entre dos pares de bases, sino que se asocia a la molécula de ADN interactuando con la hendidura menor del ADN.  
Esta molécula se introduce en la estructura secundaria de la doble hélice del ADN y se acopla energéticamente a los ácidos nucleicos de éste, de manera que se incrementa notablemente su tasa de emisión fluorescente. Este fenómeno se conoce como transferencia de energía mediante resonancia de fluorescencia (FRET, por sus siglas en inglés). El complejo resultante ADN-SYBR Green presenta el pico de absorción en λ = 498 nm y el de emisión en λ = 522 nm (correspondiente a la zona verde del espectro, de ahí su nombre).
En la técnica de electroforesis, el SYBR Green representa una alternativa como tinte al bromuro de etidio, ya que es hasta 100 veces más sensible que éste y mucho menos perjudicial para la salud.

## Usos

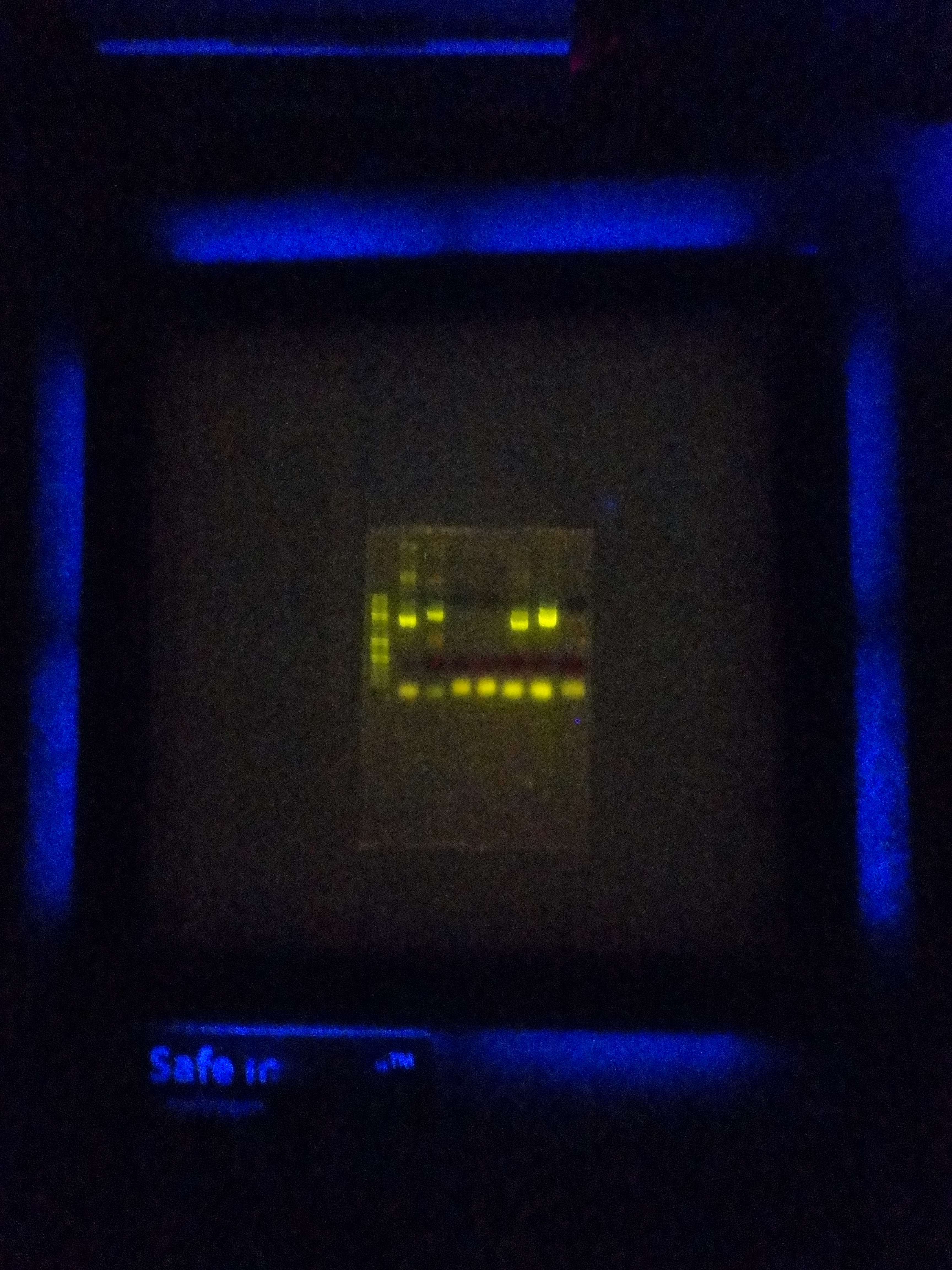
Visualización de ADN en gel de electroforesis.

El SYBR Green se utiliza en varias áreas de la bioquímica y la biología molecular. Se emplea como colorante para la cuantificación de ADN de doble cadena en algunos métodos de PCR cuantitativa o para la visualización del ADN en la electroforesis con geles de agarosa.  
Cuando se añade colorante SYBR Green a una muestra nucleotídica, inmediatamente se une a todo el ADN de doble cadena presente en la muestra. Durante la PCR cuantitativa, la DNA polimerasa amplifica la secuencia diana que crea los productos de PCR. SYBR se une entonces a cada nueva copia de ADN de doble cadena. Por lo que el resultado es un aumento en la intensidad de la fluorescencia proporcional a la cantidad de producto de PCR producido. Se ejecuta con PCR en tiempo real y así se puede cuantificar la cantidad de DNA inicial.  
Además de marcar los ácidos nucleicos puros, SYBR Green también se puede utilizar en el etiquetado del ADN dentro de las células para la citometría de flujo y microscopía de fluorescencia. En estos casos se requiere el tratamiento previo con ARNasa para reducir la cantidad de ARN en las células.